# Bogosia grahami
Bogosia grahami är en tvåvingeart som beskrevs av Barraclough 1985. Bogosia grahami ingår i släktet Bogosia och familjen parasitflugor.
Artens utbredningsområde är Ghana. Inga underarter finns listade i Catalogue of Life.